# Cookella
Cookella är ett släkte av svampar. Cookella ingår i familjen Cookellaceae, ordningen Myriangiales, klassen Dothideomycetes, divisionen sporsäcksvampar och riket svampar.
|          | Pycnoderma                              |
|          |                                         |
|          | Uleomyces                               |
|          |                                         |
| Cookella | \| \| Cookella microscopica \| \| \| \| |
|          | \| \| Cookella microscopica \| \| \| \| |
|          | Pycnodermina                            |
|          |                                         |
|          | Calolepis                               |
|          |                                         |
|          | Cookella microscopica                   |
|          |                                         |

|  | Cookella microscopica |
|  |                       |